# Thexder
Thexder (テグザー Teguzā?) es un videojuego de Game Arts, editado para PC game en el sistema NEC PC-8001 en 1985 y adaptado a muchas otras plataformas como la Nintendo Entertainment System.

## Gameplay
En Thexder, el jugador controla un robot luchador que es capaz de transformarse en un jet.

## Legado
En la película de Michael Jackson Moonwalker el protagonista (justo después de cantar Smooth Criminal) se transforma en un robot y luego en un jet en un claro homenaje al videojuego.

## Liberación
Originalmente liberado en 1985 para el NEC PC-8801 en Japón, autorizaron después a Thexder para una conversión al Sistema de Diversión del Nintendo (NES). En 1987 Game Arts también desarrollaron un Thexder para MSX. Sierra  se ocupó de la liberación en los Estados Unidos. En 1987, Sierra adaptó el juego a otras plataformas como el PC de IBM, Tandy Ordenador de Color 3, Apple II, Apple IIGS, Apple Macintosh, y Tandy 1000, convirtiéndose en el título más vendido de 1987. En 1988, Activision liberó el juego en Europa para el Commodore Amiga. Antes de 1990, el juego había vendido un millón de copias en todo el mundo.

## Recepción
Thexder se convirtió en un Best-Seller al vender más de 500,000 copias. El PC-8801 era sólo popular en Japón y, a pesar del éxito en el mercado local, Thexder tuvo poca atención en el extranjero. Con la conversión para MSX (la plataforma que era más popular en Brasil y muchos países europeos del este)  se convirtió en un éxito internacional .
Computa! Alabó el juego. En 1988 la versión para Amiga tuvo un 74% de puntuación. En 1991, dragón dio a las versiones de Macintosh y MS-DOS 4 de 5 estrellas. El juego fue uno de los mayores éxitos mundiales de 1987. Thexder Está considerado un importante revulsivo en el género de los shooter, abonando el camino para títulos como Contra y Metal Slug.